# Förstakammarvalet i Sverige 1891
Förstakammarvalet i Sverige 1891 var ett val i Sverige. Valet utfördes av landstingen och i de städer som inte hade något landsting utfördes valet av stadsfullmäktige. 1891 fanns det totalt 852 valmän, varav 846 deltog i valet.
I Södermanlands läns valkrets, Jönköpings läns valkrets, Kronobergs läns valkrets, Göteborgs och Bohusläns valkrets, Älvsborgs läns valkrets, Skaraborgs läns valkrets, Värmlands läns valkrets, Örebro läns valkrets och Jämtlands läns valkrets ägde valet rum den 22 september. I Hallands läns valkrets och Västernorrlands läns valkrets ägde valet rum den 23 september. I Kalmar läns norra valkrets, Kristianstads läns valkrets, Malmöhus läns valkrets, Västmanlands läns valkrets och Kopparbergs läns valkrets ägde valet rum den 29 september och i Blekinge läns valkrets ägde valet rum den 30 september.

## Valresultat
| Parti  | Parti                     | Röster | Valda | Mandatfördelning | Mandatfördelning  | Mandatfördelning |
| Parti  | Parti                     | Röster | Valda | FK 1891          | FK 1892 (Lagtima) | +/-              |
| ------ | ------------------------- | ------ | ----- | ---------------- | ----------------- | ---------------- |
|        | Protektionistiska partiet | 540    | 14    | 74               | 84                | +10              |
|        | Minoritetspartiet         | 164    | 4     | 33               | 36                | +3               |
|        | Partilösa                 | 63     | 2     | 40               | 27                | -13              |
|        | Övriga                    | 227    | 0     | 0                | 0                 | +-0              |
| Totalt | Totalt                    | 994    | 20    | 147              | 147               | +-0              |

Det protektionistiska partiet behöll alltså egen majoritet.

## Invalda riksdagsmän
Södermanlands läns valkrets:
- Edward Sederholm, prot

Jönköpings läns valkrets:
- Robert Dickson, min

Kronobergs läns valkrets:
- August Rappe, prot

Kalmar läns norra valkrets:
- Lennart Groll, prot

Blekinge läns valkrets:
- Fredrik von Otter

Kristianstads läns valkrets:
- Raoul Hamilton, prot
- Sture Bruzelius, prot

Malmöhus läns valkrets:
- Alfred Piper, min

Hallands läns valkrets:
- Adolf von Möller, prot

Göteborgs och Bohusläns valkrets:
- Fredrik Pettersson, prot

Älvsborgs läns valkrets:
- Gustaf Torelius, prot

Skaraborgs läns valkrets:
- Ivar Wijk, prot
- Wilhelm Wallin, prot

Värmlands läns valkrets:
- Gustaf Rudebeck, prot

Örebro läns valkrets:
- Johan Gripenstedt, prot

Västmanlands läns valkrets:
- Ludvig von Post
- Gustaf Benedicks, prot

Kopparbergs läns valkrets:
- Martin Nisser, prot

Västernorrlands läns valkrets:
- Gustaf Ryding, min

Jämtlands läns valkrets:
- Isidor von Stapelmohr, min

## Fotnoter
1. ↑  Siffrorna avser de sammanlagda röstetalen för de riksdagsledamöter som tillhörde respektive parti och valdes under detta år. Rösterna på kandidater som tillhörde partierna men inte vann ett riksdagsmandat har alltså sorterats in under "övriga". Röstetalen på valkretsnivå är hämtade från SCB och riksdagsledamöternas partitillhörigheter är baserade på uppgifter från bokserien Tvåkammarriksdagen 1867–1970.